# Berlin-Marathon 2008
| 35. Berlin-Marathon    | 35. Berlin-Marathon            |
| ---------------------- | ------------------------------ |
| Stadt                  | Berlin, Deutschland            |
| Datum                  | 28. September 2008             |
| Distanz                | 42,195 Kilometer               |
| Sieger                 |                                |
| Männer                 | Haile Gebrselassie (2:03:59 h) |
| Frauen                 | Irina Mikitenko (2:19:19 h)    |
| ← Berlin-Marathon 2007 | Berlin-Marathon 2009 →         |
| Website                | Offizielle Website             |

Der Berlin-Marathon 2008 war die 35. Ausgabe der jährlich stattfindenden Laufveranstaltung in Berlin, Deutschland. Der Marathon fand am 28. September 2008 statt und war der vierte World Marathon Majors des Jahres.
Bei den Männern gewann Haile Gebrselassie in 2:03:59 h und bei den Frauen Irina Mikitenko in 2:19:19 h.

## Ergebnisse

### Männer
| Platz | Athlet                    | Land        | Zeit (h)   |
| ----- | ------------------------- | ----------- | ---------- |
| 01    | Haile Gebrselassie        | Äthiopien   | 2:03:59 WR |
| 02    | James Kipsang Kwambai     | Kenia       | 2:05:36    |
| 03    | Charles Waweru Kamathi    | Kenia       | 2:07:48    |
| 04    | Mariko Kiplagat Kipchumba | Kenia       | 2:09:03    |
| 05    | Mesfin Adamasu            | Äthiopien   | 2:12:02    |
| 06    | Joseph Ngolepus           | Kenia       | 2:12:07    |
| 07    | Kenjiro Jitsui            | Japan       | 2:12:48    |
| 08    | Toshinari Suwa            | Japan       | 2:13:04    |
| 09    | Falk Cierpinski           | Deutschland | 2:13:30    |
| 10    | Francis Kiprop            | Kenia       | 2:14:30    |

### Frauen
| Platz | Athletin                | Land        | Zeit (h)   |
| ----- | ----------------------- | ----------- | ---------- |
| 01    | Irina Mikitenko         | Deutschland | 2:19:19 NR |
| 02    | Askale Tafa             | Äthiopien   | 2:21:31    |
| 03    | Helena Loshanyang Kirop | Kenia       | 2:25:01    |
| 04    | Rose Cheruiyot          | Kenia       | 2:26:25    |
| 05    | Gulnara Wygowskaja      | Russland    | 2:30:03    |
| 06    | Shuru Deriba            | Äthiopien   | 2:31:20    |
| 07    | Edyta Lewandowska       | Polen       | 2:33:00    |
| 08    | Evelyne Kimuria         | Kenia       | 2:35:53    |
| 09    | Daniela Cîrlan          | Rumänien    | 2:36:18    |
| 10    | Živilė Balčiūnaitė      | Litauen     | 2:36:40    |